# Leptonannus biguttulus
Leptonannus biguttulus är en insektsart som först beskrevs av Reuter 1891.  Leptonannus biguttulus ingår i släktet Leptonannus och familjen dvärgskinnbaggar. Inga underarter finns listade i Catalogue of Life.